# جون سين
جون سين (بالإنجليزية: Jon Sen)‏ هو مخرج بريطاني، ولد في 9 أكتوبر 1974 في برادفورد في المملكة المتحدة.

## وصلات خارجية
- جون سين على موقع IMDb (الإنجليزية)
- جون سين على موقع قاعدة بيانات الفيلم (الإنجليزية)